# Pevnost Birija
Pevnost Birija (hebrejsky מצודת ביריה, Mecudat Birija) je pevnost z 1. poloviny 20. století v Izraeli, v Horní Galileji.

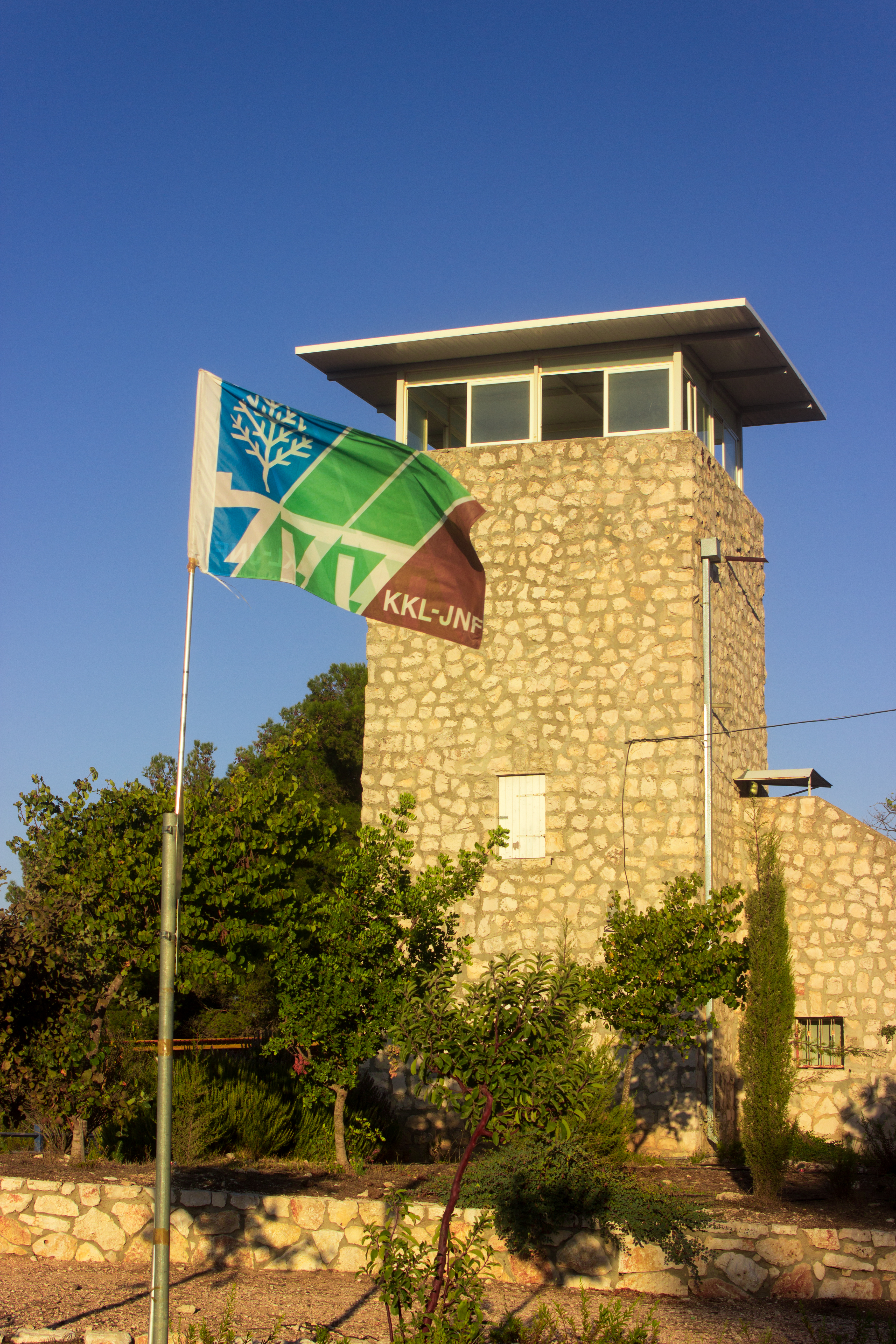
Pevnost Birija

Nachází se na hřbetu hory Har No'azim v nadmořské výšce okolo 900 metrů, cca 3 kilometry severovýchodně od města Safed, na severním úbočí hor Har Birija a Har Kana'an, uprostřed souvislého lesního komplexu (Les Birija). Jde o opevněný objekt, který připomíná ranou fázi novověkého židovského osidlování tohoto regionu. V roce 1908 severně od tehdejší nedaleké arabské vesnice Birija zakoupil 4000 dunamů (4 kilometry čtvereční) pozemků baron Edmond James de Rothschild. Roku 1922 se na nich usadili Židé, ale jejich osídlení zde nevydrželo.
V roce 1945 zde Židé obnovili svou přítomnost a jednotky Palmach tu zbudovaly pevnost jako opevněný bod v strategicky významné horské pozici. Zřízení této výspy židovského osídlení se stalo v předmětem konfrontace mezi palestinskými Židy a britskými úřady. 28. února 1946 zatkli Britové po razii, při které zde objevili skrýš zbraní, veškeré osazenstvo pevnosti. Počátkem března 1946 pak pevnost obsadila britská posádka. Jenže 14. března k pevnosti dorazily na výzvu Hagany tisíce Židů z celé Palestiny a zřídili v jejím okolí provizorní stanový tábor. Židovští aktivisté pak opakovaně pronikali skrz britské zátarasy a obsazovali pevnost. Britské úřady nakonec kapitulovaly.
Po válce za nezávislost a vzniku státu Izrael, kdy byl region okolo Safedu ovládnut židovskými silami, vznikl roku 1949 při pevnosti zemědělský mošav Birija osídlený židovskými přistěhovalci z Libye a Alžírska. Po několika letech ale byl podle některých pramenů opuštěn, třebaže v statistických výkazech zde stále byla evidována populace. Roku 1971 byla vesnice nově osídlena skupinou tvořenou židovskými imigranty z Itálie a zároveň přesunuta o 1,5 kilometru na jihozápad od pevnosti. Pevnost Birija je v současnosti turisticky využívána jako připomínka izraelské historie.